# AIM-9響尾蛇飛彈

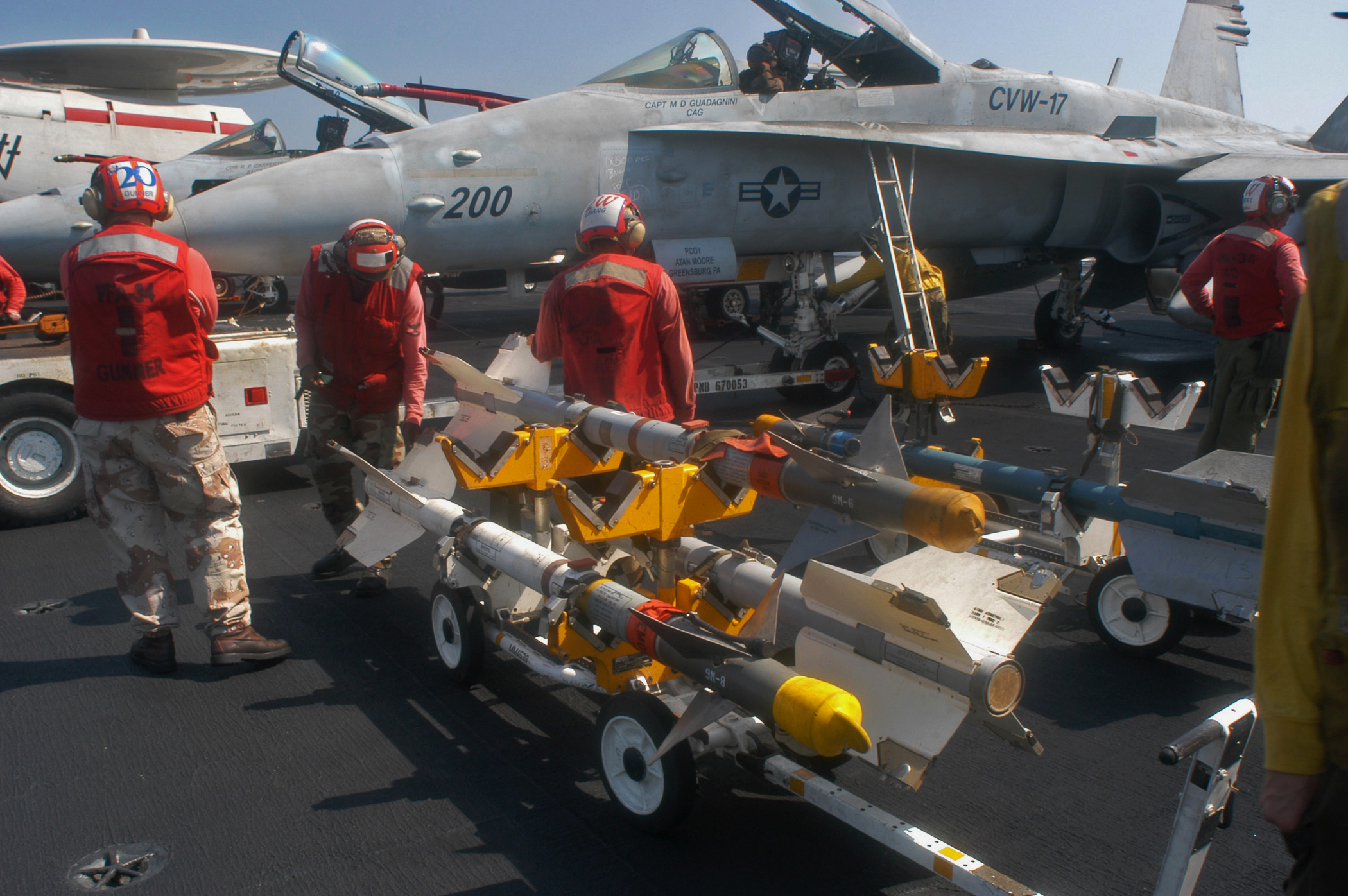
AIM-9響尾蛇空對空飛彈掛於F/A-18

美國三軍通用編號AIM-9響尾蛇（Sidewinder）（「AIM」為「空中攔截飛彈」）空對空飛彈是第一款以紅外線作為導引設計，也是第一款有擊落目標記錄的空對空飛彈。它在1956年配備至美國海軍，1964年美國空軍也開始使用，是一款歷經考驗的空用武器。
美國曾經開發過AIM-82和AIM-95兩種全新設計來取代響尾蛇導彈，但最後發現只要在響尾蛇上現代化，即可以應付可見的未來戰鬥需要而且更加經濟實惠。
響尾蛇飛彈是美國海軍空用武器中心所研發，美國四大軍種均有採用，外銷數量與使用國家眾多，對現役所有的紅外線導引空對空飛彈的基本設計概念都有深厚的影響。蘇聯的第一款紅外線導引空對空飛彈-K-13（北約代號AA-2環礁）實際上是仿造響尾蛇而來，蘇聯研發者虽對設計小組采用红外線制导的巧思讚賞不已，但当时的空對空导弹机动力低，包括响尾蛇在目标做出3G以上机动时即无法跟踪，至后来越南战场更被证明早期的空對空导弹更适合远程偷袭，因此苏联对制导距离短的响尾蛇未加以修改而只作简单仿制。

## 服役與實戰
1946年，響尾蛇飛彈開始研發，最初它是位於加州的美國海軍武器測試站撥款的小型研發科目，這個研發團隊由威廉·布爾戴特·麥克萊恩博士領軍。他與測試站內協助的志願者拼湊一些基礎設計與料件打造稱為「熱能尋標火箭」，在官方的名稱為「地區性引信開發計畫第602號」（Local Fuze Project 602），這個計畫到1951年才獲得美國海軍撥款，在1952年展示給美國海軍軍械局副局長威廉·斯特林·帕森斯海軍上將，雖然在前幾次測試未完全成功，但美國海軍接受了這個計畫，並繼續推動完成。
響尾蛇飛彈這個代號則是在1950年決定，響尾蛇（Sidewinder）是在美國加州出沒的沙漠響尾蛇簡稱，它除了是種毒蛇，搜捕食物的手段則是靠著身上的紅外線感覺器官找尋獵物，正好與飛彈的偵搜特質相符。
響尾蛇飛彈的首次試射在1952年9月3日，1953年11月首次對空中無人靶機進行射擊，在1954年至1955年間進行射擊了51次實彈測試，才完成驗收進入量產。首款實戰型響尾蛇飛彈，型號AIM-9B於1956年進入美國空軍服役。
首次實戰，由中華民國空軍的F-86軍刀戰鬥機，於1958年9月24日在台灣海峽上空的空戰（史稱「九二四溫州灣空戰」）中使用，宣称此空战共擊落解放軍9架殲-5，擊傷1架及疑似擊落2架。实际当时美方总共提供台湾40枚响尾蛇导弹可装备20架F86，当天國军参战的第11大队的3个中队共12架F86中，只有第44中队的4架F86F载有8枚响尾蛇。解放军飞行员“王自重”驾驶的1架歼5落单后与11大队发生遭遇战，其间國军发射6枚响尾蛇，最终将其击落。因空战爆发于温州的陆地上空，有2-3枚响尾蛇残骸及未爆弹最终落地后被当地居民拾获并交给解放军，后中共将其中1枚未爆弹拆除引导头后转交苏联，而苏联以此实物和瑞典间谍提供的图纸仿制成为AA-2环礁导弹。
2023年2月4日在南卡羅來納州海岸附近，美國空軍F-22猛禽戰鬥機使用一枚AIM-9X飛彈成功擊落當時高度在60,000到65,000英尺（18,000到20,000公尺）之間的一个中国气球。
2023年11月2日以色列空军称其F-35I使用一枚AIM-9X击落了一枚不明型号的巡航导弹。
2025年5月2日，烏克蘭的MAGURA V7無人防空快艇使用AIM-9X導彈擊落了一架苏-30战斗机。這次擊落是無人快艇第一次擊落戰機。

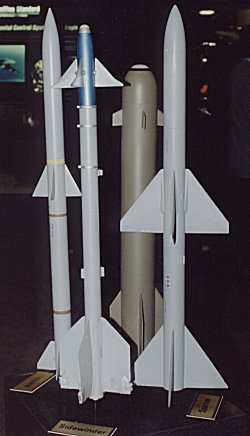
展示的空對空飛彈模型，其中位於中央的是AIM-9響尾蛇飛彈

## 飛彈次型介紹

### AIM-9A
原始編號XAAM-N-7的響尾蛇原型飛彈於1953年9月試射成功，這款次型後來更改編號為GAR-8，後再改為AIM-9A，又被稱作響尾蛇1型。美國海軍第一個接收AIM-9A的部隊是大西洋艦隊部署在Randolph號航空母艦上的VA-46中隊。這個中隊於1956年7月14日正式在他們的F9F-8黑豹戰鬥機上使用響尾蛇飛彈。同年8月太平洋艦隊Bonhomme Richard號航空母艦上的VF-211中隊與他們的FJ-3M戰鬥機接收到第一批的飛彈。
美國空軍則是在次年開始先在本土防空單位的F-104戰鬥機上面佩掛響尾蛇飛彈。
根據1956年由兩航空母艦上面部署單位試射200枚飛彈的統計，單發命中率大約在60%上下，遠低於海軍自己的評估但是比較接近真實的情況。
9A生產數量大約3500枚，服役時間很短，1957年開始就陸續由性能更好的AIM-9B取代。

### AIM-9B

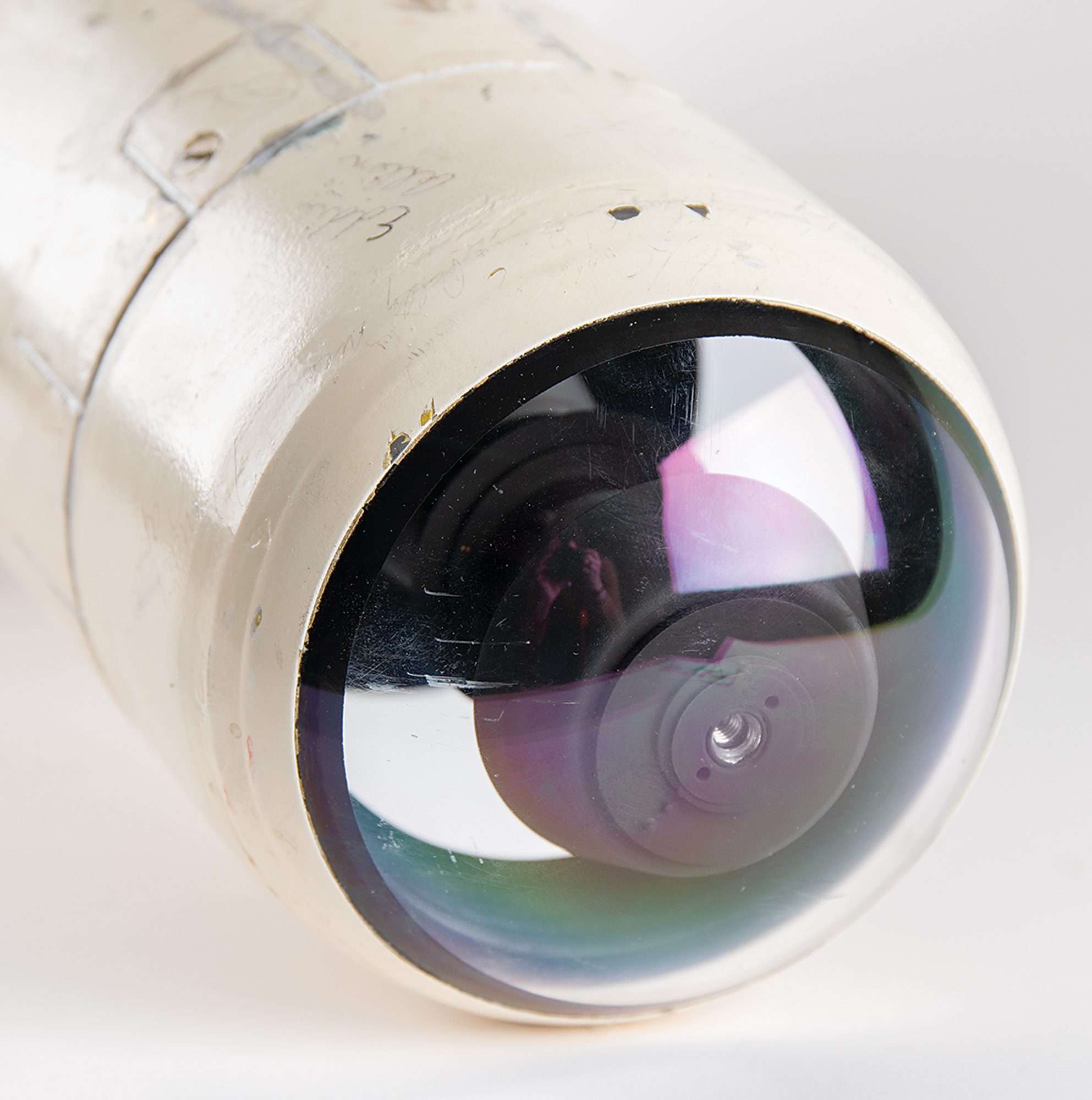
AIM-9B的紅外線搜索頭

AIM-9B最初的編號是AAM-N-7，第一次在台海衝突首創飛彈擊落敵機紀錄時，中華民國空軍的F-86軍刀機使用時編號是GAR-8，最後的通用編號是AIM-9B。AIM-9B也是美國海空軍進入越戰時的主力空對空飛彈之一。由於AIM-9B飛彈彈頭尋標圓錐體積過大，不利超音速飛行；且因尋標頭陀螺儀追蹤效能差及感應引信脫靶率過高，故美軍早已在越戰時期大量使用AIM-9E改良型響尾蛇飛彈，甚至在AIM-9J改良問世後將大量AIM-9E庫存飛彈軍援海外盟國。
創下首次用飛彈擊落飛機紀錄的飛行員，是當時中華民國空軍駐新竹機場第十一大隊第四十四中隊，中隊長李叔元中校。
1967年1月13日，中華民國空軍派出RF-104G偵察機在執行偵照廈門港內中國人民解放軍海軍潛艦活動任務，國軍4架F-104G戰鬥機為了掩護偵察機，於金門東北30浬上空與中共派出攔截的殲-6發生空戰，國軍F-104飛行員二號機胡世霖上尉與四號機的石貝波上尉，分別發射了兩枚AIM-9B響尾蛇飛彈，擊落了兩架殲-6戰鬥機。

### AIM-9C
AIM-9C是響尾蛇飛彈系列裡面最特別的次型，僅有美國海軍配備。它的導引方式並非紅外線導引，而是半主動雷達導引。由於響尾蛇飛彈只能由目標的後方鎖定攻擊，使用限制較大，如果改用半主動雷達導引，配備AIM-9C的戰鬥機就可以採取對頭攻擊。當時美國海軍艦載戰鬥機的主力之一是F-8十字軍式戰鬥機，限於硬件因素（雷達性能侷限、掛點限制等），F-8最初設計只能佩掛響尾蛇飛彈，AIM-9C的計畫就是針對提升F-8的作戰能力而來。這個提升使得只能操作F-8的艾塞克斯級航空母艦上的戰鬥機中隊具備類似大型的F-4幽靈II戰鬥機同性質的對頭攻擊能力，但受限彈體仍為標準響尾蛇規格，射程僅限視距內。
然而當F-8隨著小型航艦的退役而離開戰場的時候，AIM-9C失去服役服役的舞台。這型飛彈在失去掛載平臺後並未立即銷毀，1980年代美國海軍重新修改內部零件及追蹤邏輯，提供美國海軍陸戰隊直升機與固定翼機運用的AGM-122佩槍式反輻射飛彈。

### AIM-9D
由福特航太和雷神共同生產，有著最新的導向裝置及飛控系統，以硫化鉛光電池尋標器（PbS）搭配氮氣（Nitrogen）冷卻系統，俯視角可達40度，光網頻率由70Hz提高到125Hz，追蹤目標的能力為每秒12度，彈鼻的玻璃罩乃由一較小的氟化鎂所取代，讓紅外線中波長較長的部分更容易穿透。外型上，AIM-9D採用卵狀（Ogival）低阻力鼻錐罩設計。越戰中，大部分美國海軍的MIG-17、MIG-19的擊落紀錄都是由AIM-9D/H型所創下的。
其他改良的部分還包括：
- 換裝洛克達因（Rockdyne）公司的Mk 36火箭推進器，使得飛行速度更快，飛行距離由3海浬（5.6公里）延長到9.6海浬（17.7公里），飛行速度約2.5馬赫
- 彈頭較大且為連續柱形態、漸縮式彈鼻的新彈體、尾翅弦線加長。

### AIM-9E

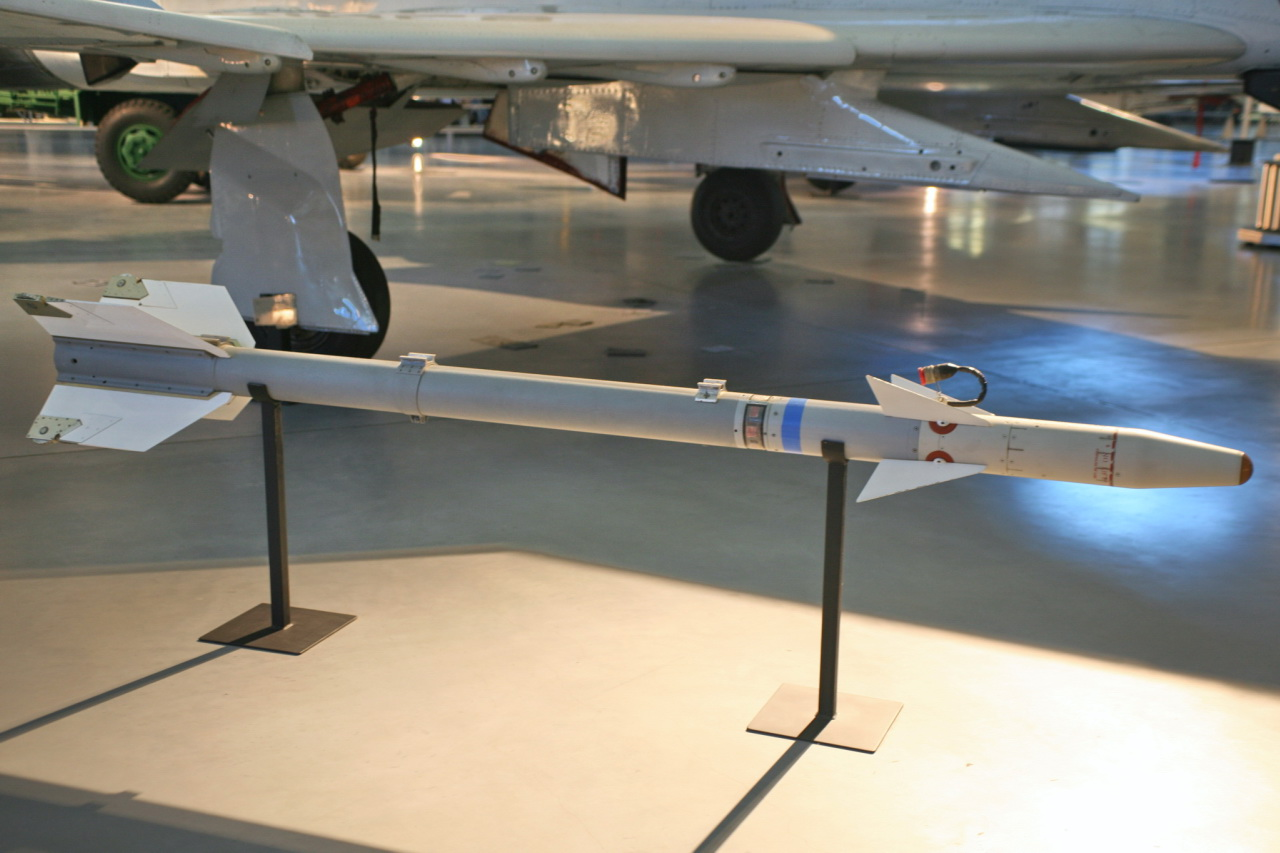
AIM-9E

AIM-9E飛彈保留了原先AIM-9D的尋標器、信管和發動機，並將尋標器攻擊角度提高至16度、感應範圍增至40度。AIM-9E是經由尋標器升級過後的5000發AIM-9B飛彈。後來在AIM-9J飛彈出現後，開始將庫存的AIM-9E飛彈送往海外軍援盟國。

#### AIM-9E-2
換裝低煙發動機

### AIM-9G
自G型開始，響尾蛇飛彈增加擴搜尋模式（Sidewinder Extended Acquisition Mode，SEAM），這個模式利用驅動裝置讓導引頭以預定的擺動路徑進行目標搜索，或者可以先由發射飛機上的雷達帶領尋標頭搜索目視距離以外的目標，當尋標頭鎖定目標的紅外線訊號之後，雷達解除對尋標頭的控制，讓飛彈進入準備發射階段。這個模式可以增加響尾蛇飛彈的接戰距離與效率，越戰時即曾經被F-4戰鬥機大量使用。

### AIM-9H
為解決真空管電路導致飛彈可靠度極差的困擾，福特航太公司由AIM-9H開始使用電晶體電路，這型飛彈保留了AIM-9G絕大部分的導向及控制系統，追蹤速率則提升到每秒20度，成為當時機動性最佳的飛彈。福特航太公司和雷神公司共為美國海軍生產了7,720枚的AIM-9H。

### AIM-9J
1968年，空軍開始發展AIM-9J，將前控制翼變更為雙三角翼構型，並強化控制翼結構部份，強化引信部威力，提升AIM-9J機動性能與發動機推力，並將最小射程縮短至300公尺。AIM-9J可在載機負載7.5G情況下發射，並且不侷限鎖定目標引擎噴嘴，而是可鎖定目標後方任何位置，並首度引進延伸攔截模式（SEAM），可以使飛彈在發射前隨戰機雷達鎖定。到1975年為止，一共向空軍交付了14000枚AIM9B/9E改造而成的AIM-9J，每枚改造AIM-9J要價7000美元。

#### AIM-9JULI
德國BGT公司曾開發針對AIM-9J/9N/9P的升級套件，使AIM-9J/9N/9P能夠達到AIM-9L作戰效能。主要是將核心部分更換為DSQ-29紅外線感應器（AIM-9L核心部分）

### AIM-9K
AIM-9K是美國海軍原本要獨自發展AIM-9H飛彈的後繼型號，但後來因為加入了美國空軍的AIM-9L共同發展計畫，而取消了AIM-9K的發展計畫。

### AIM-9L

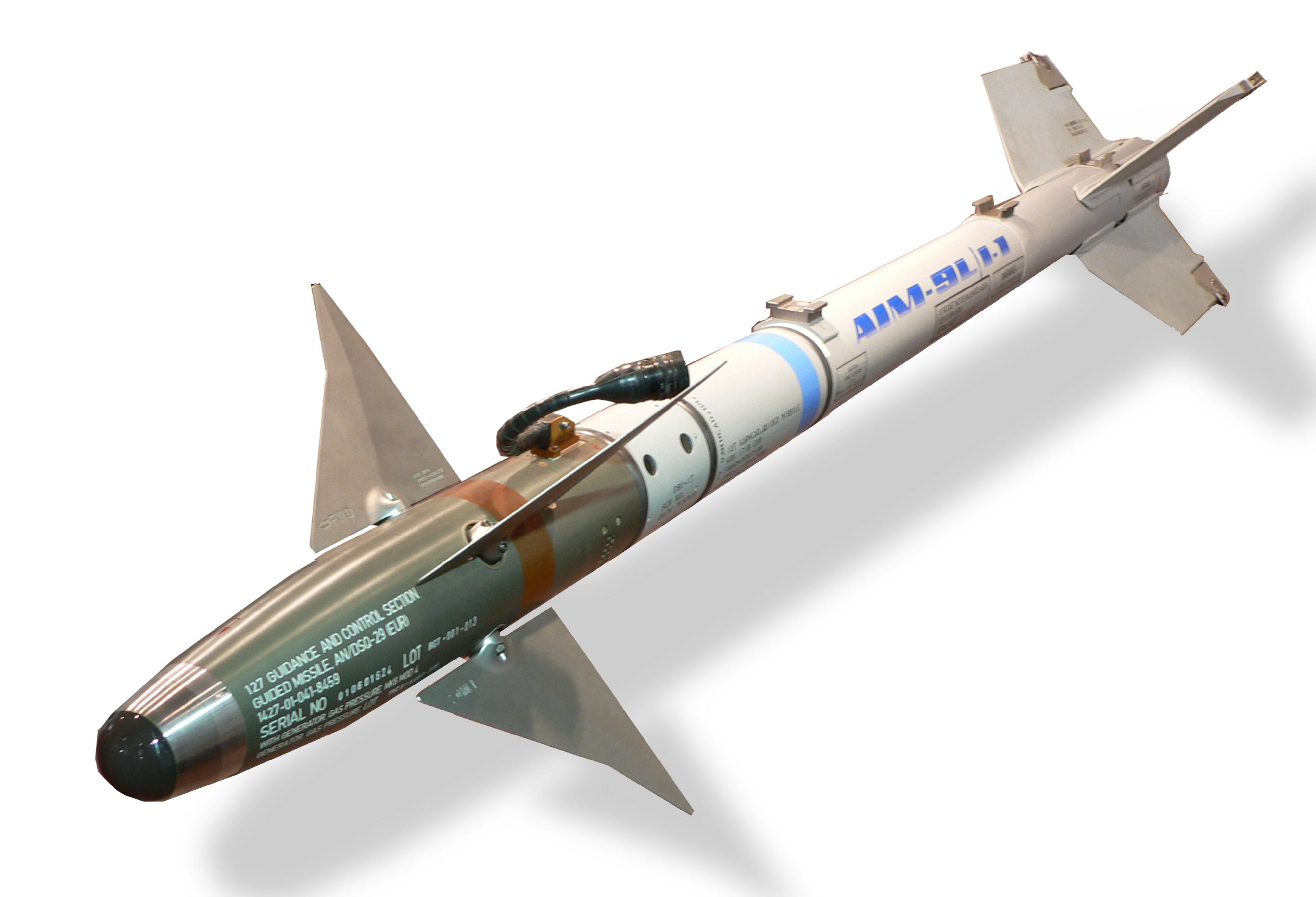
AIM-9L

1971年時，美國空軍與美國海軍決定共同開發性能大幅提升的AIM-9L，此型是由AIM-9H改良而來的。主要改良如下：
- 偵測元件由硫化鉛改為銻化銦，由於銦化銻對紅外線波長的敏感度提高，也使得AIM-9L成為AIM-9家族中第一種具備全方位攻擊能力的紅外線導引飛彈。而不限於追尾攻擊或受到雲端或地面反射的紅外線訊號所干擾。AIM-9L飛彈可區分熱焰彈與敵機機身發出的紅外線輻射差別。
- 前控制舵翼改為雙三角翼，提高了飛彈的運動性能，最大橫向機動負載為32g[8]。
- 加裝了主動雷射近接引信，以砷化鍺固態雷射發射脈衝光束，搭配矽光電二極體來接收反射訊號以觸發彈頭引信。可有效抵抗電子反制與干擾。

1984年，德國BGT公司將AIM-9L改裝為AIM/SHORAD短程地對空飛彈。

### AIM-9M

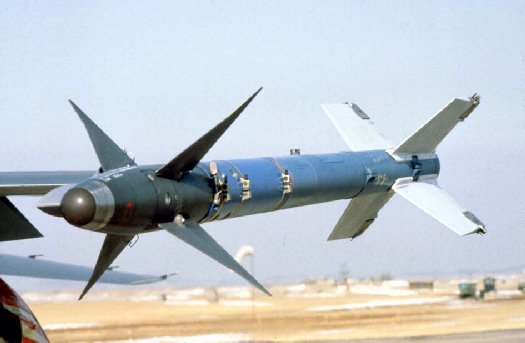
AIM-9M

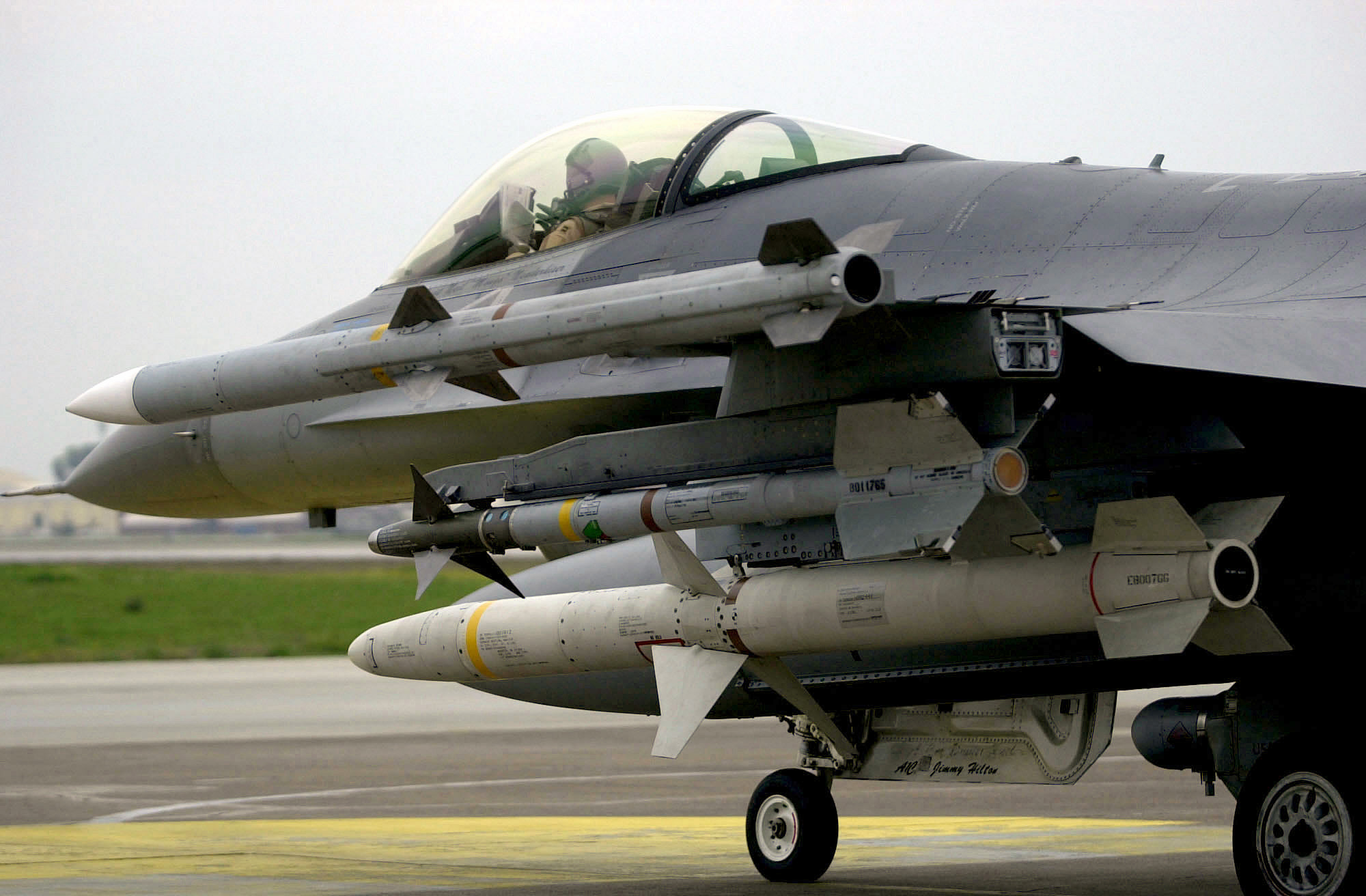
F-16C上的AIM-9M、AIM-120、AGM-88

AIM-9M為AIM-9L的修改型，於1979年3月完成開發，1982年開始進行生產。
- 加強尋標器的抗干擾能力(在導引頭視野內出現突然強的熱源{如：熱焰彈}會短暫關閉導引頭，俗稱：閉眼)。
- 採用Mk 36 Mod5低煙發動機。
- 採用WGU-4E/B尋標器。
- 使用真空管數量減少至2個。

AIM-9M在波斯灣戰爭中被大量採用也擊落了12架伊拉克空軍戰機，也成為當時西方國家戰機的主要近戰武器。
| 全長     | 2.87公尺 |
| 全重     | 85.5公斤 |
| 極速     | 2.5馬赫  |
| 彈頭全重 | 10公斤   |
| 最大射程 | 18公里   |
| 最大負載 | 35g      |

#### AIM-9M-1
美國空軍使用型號

#### AIM-9M-2
美國海軍使用型號

#### AIM-9M-3
美國空軍使用型號

#### AIM-9M-4
美國海軍使用型號

#### AIM-9M-5
美國空軍使用型號

#### AIM-9M-6
美國海軍使用型號

#### AIM-9M-7
美國空軍使用型號

#### AIM-9M-8
美國海軍使用型號

#### AIM-9M-9
美國空軍使用型號

### AIM-9N
AIM-9J的後續發展型，重新設計了AIM-9J的各項電子系統，以提升飛彈系統的性能與可靠度，最初是稱為AIM-9J1，福特航太公司生產超過7,000枚，專供外銷用。

### AIM-9P

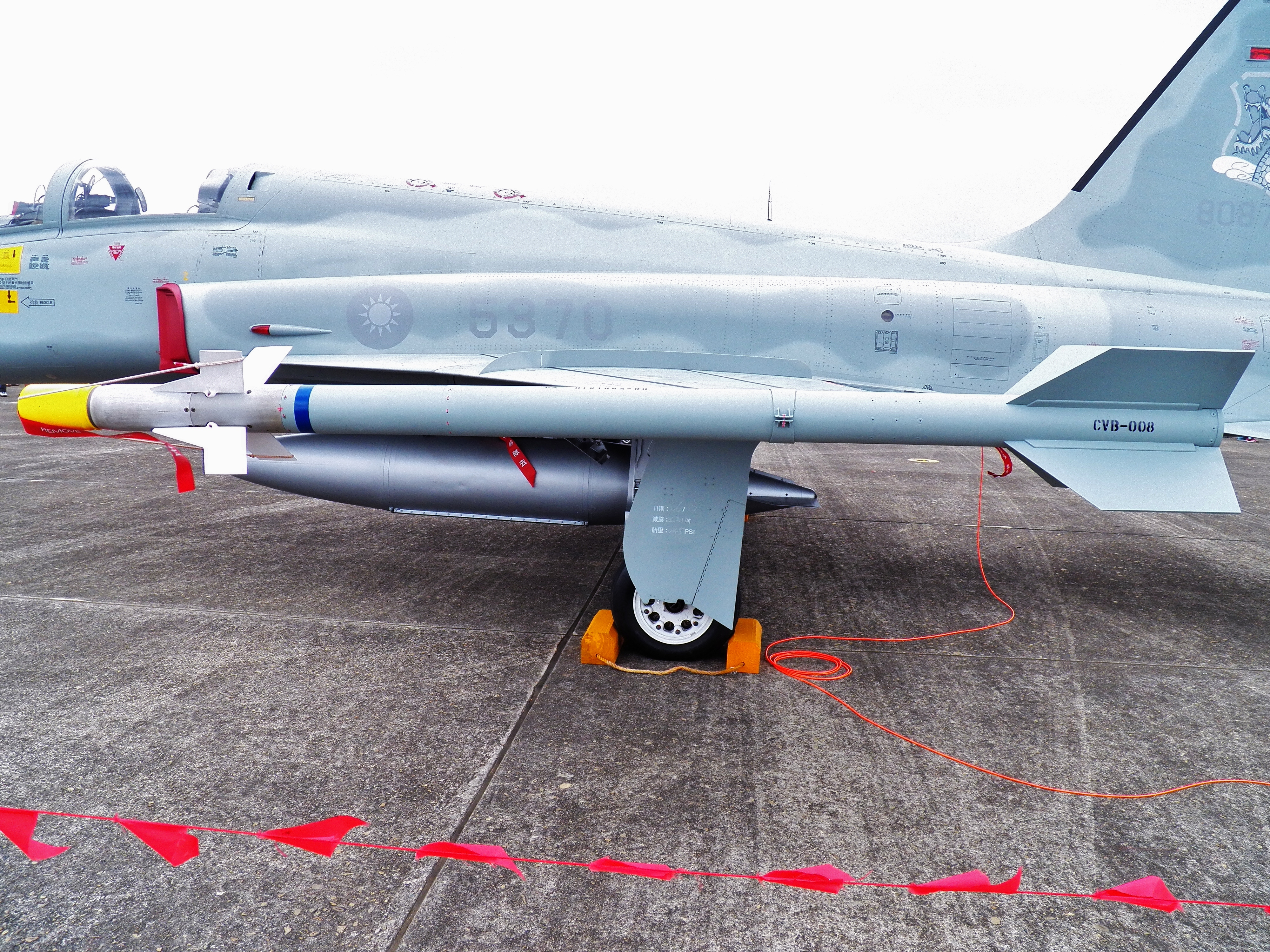
中華民國空軍F-5F戰鬥機翼尖上掛的AIM-9P

AIM-9P是1970年代初期由美國空軍提供經費所發展，主要目的是提供外國客戶更具成本效益的飛彈，後來也有相當數量進入美國空軍服役。
AIM-9P系列飛彈共生產了21,000枚，部分是全新產品，部分則是由AIM-9B/E/J修改而來。瑞典空軍賦予的編號是Rb.24J。
在外觀上與AIM-9J/N相當類似，有個圓錐形彈鼻，以及彈體前方有控制鰭翼。
| 型號     | 改良                                                                             |
| AIM-9P-1 | 使用DSU-15-B雷射近發引信，代替原先的紅外線引信。                                 |
| AIM-9P-2 | 使用改良低煙推進火箭發動機廢氣。                                                 |
| AIM-9P-3 | 採用加強反制干擾的尋標器和彈頭，但仍使用原來的紅外線引信。                       |
| AIM-9P-4 | 是AIM-9P3修改型，採用了AIM-9L的部分科技，具備與L型相同的全方位尋標器（ALASCA）。 |
| AIM-9P-5 | 加強電子反反制能力（ECCM）。                                                     |

### AIM-9Q
使用改進的尋標器。

### AIM-9R
美國海軍於1986年以AIM-9M為基礎進行發展的型號，使用256 x 256 lnSb焦平面陣列（FPA）的WGU-19/B影像紅外線（Imaging Infrared, IIR）尋標器，提升飛彈於日間的偵測與鎖定能力。於1990年首次試射，原預定於1992年初少量生產，但在1991年12月由於預算被刪除，故發展計畫結束。

### AIM-9S
AIM-9M的降級版，將紅外線反反制的能力降低，專門提供國外軍售（Foreign Military Sales），第一個客戶是土耳其。中華民國陸軍也採購一批約300枚的AIM-9S飛彈，配置於中華民國陸軍空騎旅AH-1W超級眼鏡蛇攻擊直升機上，用於直升機自衛空戰時使用。

### AIM-9X

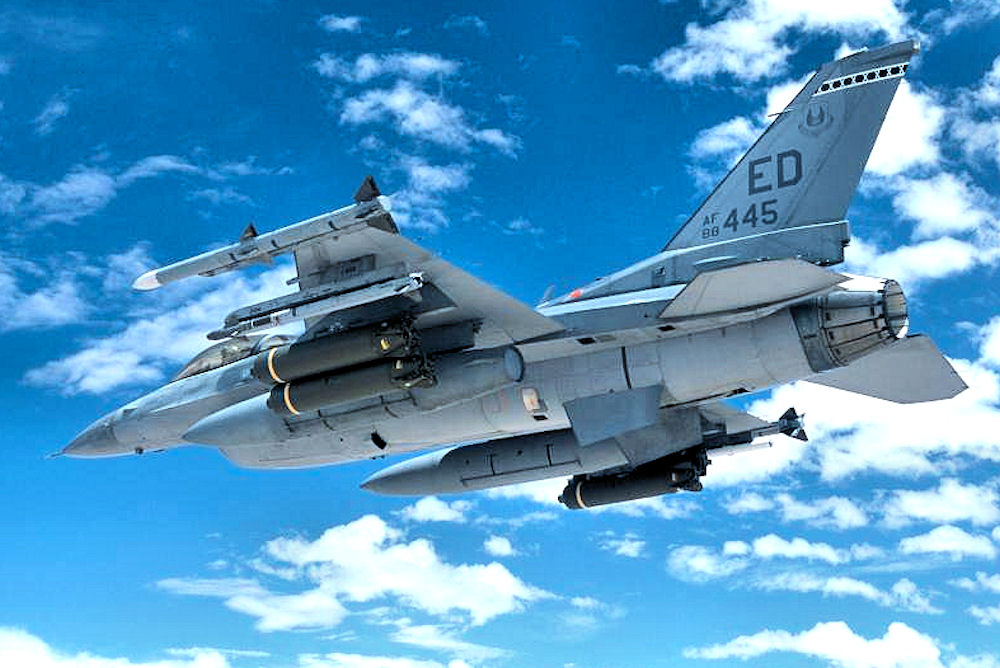
美國空軍第416飛行測試中隊的F-16C戰鬥機掛載AIM-9X進行測試

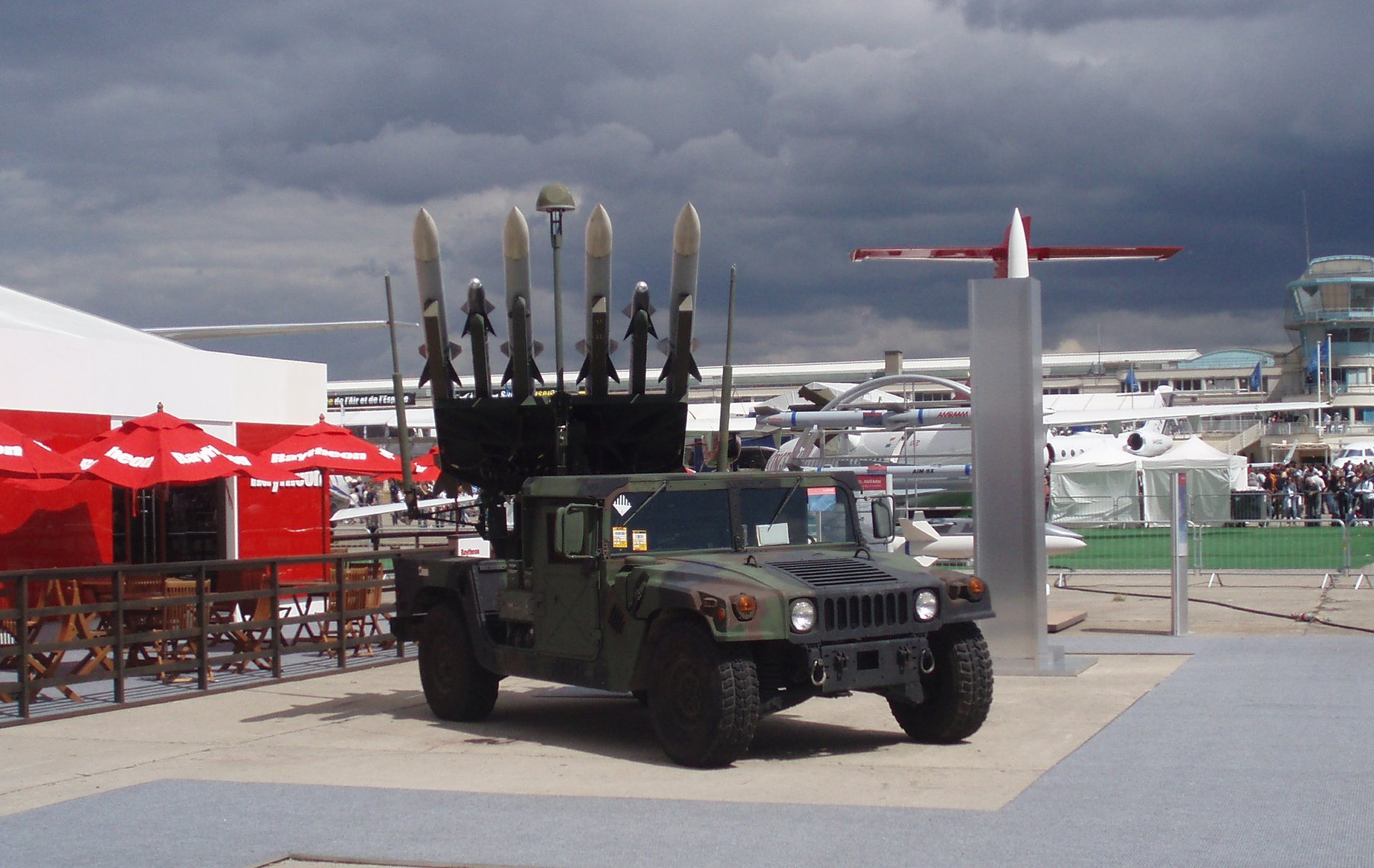
美國首都區域防空系統(National Capital Region's air defense system)為NASAMS3車載防空飛彈系統，發射車裝備之飛彈為四枚AIM-120 AMRAAM與兩枚AIM-9X，此部署方式可更好有效的進行中短程攔截入侵空域之目標

AIM-9X是響尾蛇系列最新型，於2003年11月達到初始操作能力（Initial Operating Capability），正式服役。
AIM-9X以AIM-9M的固態推進火箭與彈頭，配合在AIM-9R開發的紅外線焦平面陣列技術，開發新設計的紅外線影像尋標頭與導引系統，彈體，縮小的彈翼與控制面、燃氣舵（Jet-vane steering system）等，在射擊前導引介面整合到頭盔瞄準器與聯合戰術頭盔系統（Joint Helmet-Mounted Cueing System），增加飛官在空戰瞄準時的可鎖定空域，使美軍具備可離軸發射攻擊能力。較小的彈翼使9X的飛行阻力較前面的型號要小，但全動式尾翼讓飛彈的機動能力未因彈翼尺寸縮小而打折，同時在飛彈內整合了冷卻氣瓶，不再需要由飛彈發射架（派龍架, Pylon）攜帶氮氣瓶（美國海軍規格）或氬氣瓶（美國空軍規格）。
經過為數眾多的試射評估以及超過3500小時的飛行測試，2004年美國海軍與海軍陸戰隊開始在F/A-18C上配備AIM-9X，稍後軍方正式同意投入量產，其中海軍將先採購600枚實彈與訓練彈。2005年第一季雷神公司宣佈他們已經遞交1000枚AIM-9X給美國海軍和空軍，未來20年總數將會達到10000枚。
AIM-9X推出之後很快受到其他國家的注意與採購，到2006年4月止，已經有443枚實彈與153枚訓練彈的外銷紀錄，輸出的國家包括波蘭178枚，丹麥60枚，南韓41枚與瑞典不明數量的採購，已經確認的訂單還有土耳其127枚實彈與22枚訓練彈，芬蘭150枚，中華民國140枚實彈與56枚訓練彈以及沙烏地阿拉伯等。未來估計外銷訂單將會高達5000枚以上。
除了空射型，AIM-9X也進行了由地面發射的測試，結果好壞兼有，因此相關問題被列入後續改良的項目內。

#### AIM-9X Block2
2008年9月開始測試，目前量產的最新型號。
- 改進的尋標器
- 改進引信
- 發射後以資料鏈來鎖定目標。

在2015年2月，美國陸軍開發稱為多任務發射器（ Multi-Mission Launcher，MML），該發射器是種裝設在卡車上的發射載台，可射擊15枚不同種類的現役飛彈，美軍認為AIM-9X可有效對抗巡弋飛彈與無人航空載具，將採購MML與AIM-9X，計畫在2019年開始服役佈署。

#### AIM-9X Block3
2012年9月，在block2尚未開發完畢時雷神得到委託承包開發改良型9X飛彈，改良型預定更換部分零件，將射程較現役型號增加60%。同時在更換新型彈頭與引信(PBXN-112)後，飛彈在地面儲存時的安全性會增加，降低意外發生機率。
在2016年，美國海軍取消了block3開發計畫，理由是因為F-35C總採購量的削減，海軍判斷F-35C的彈艙需要滿載中程空對空飛彈平衡因數量減少後的制空缺口。

AIM-9的所有衍生型
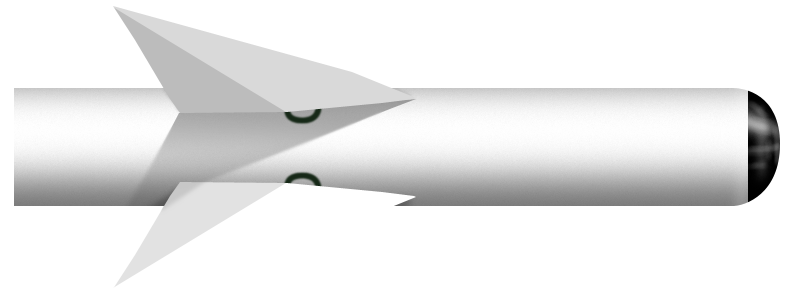
AIM-9B型彈頭
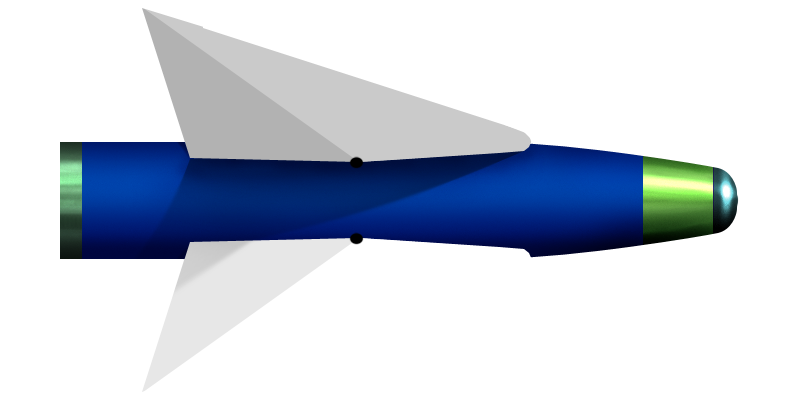
AIM-9D型彈頭
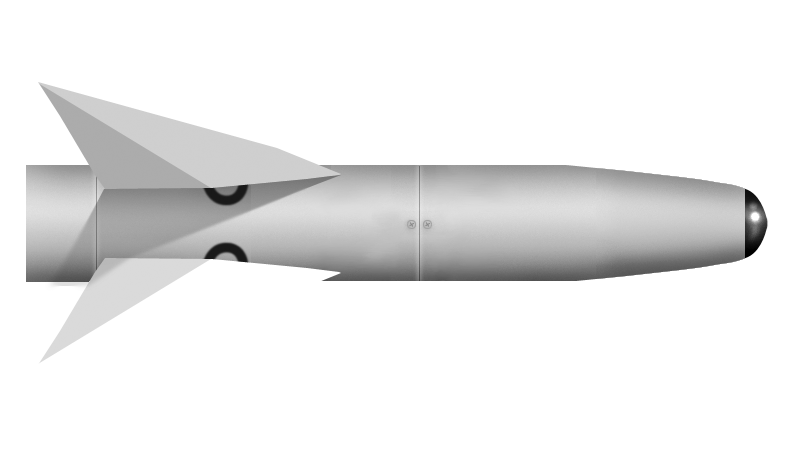
AIM-9E型彈頭
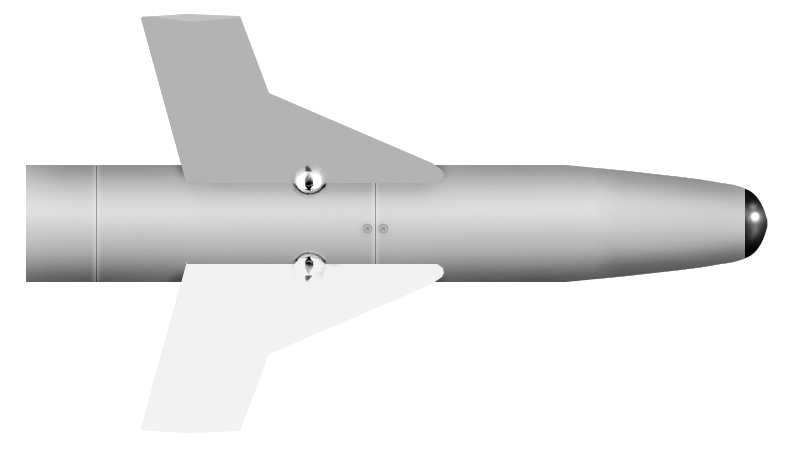
AIM-9J型彈頭
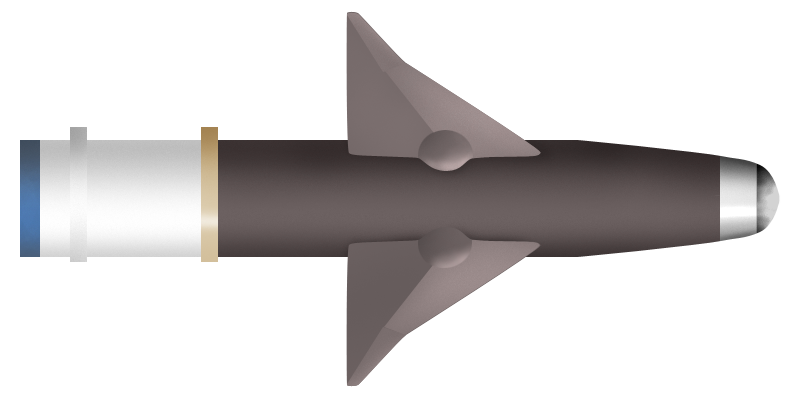
AIM-9L/M型彈頭
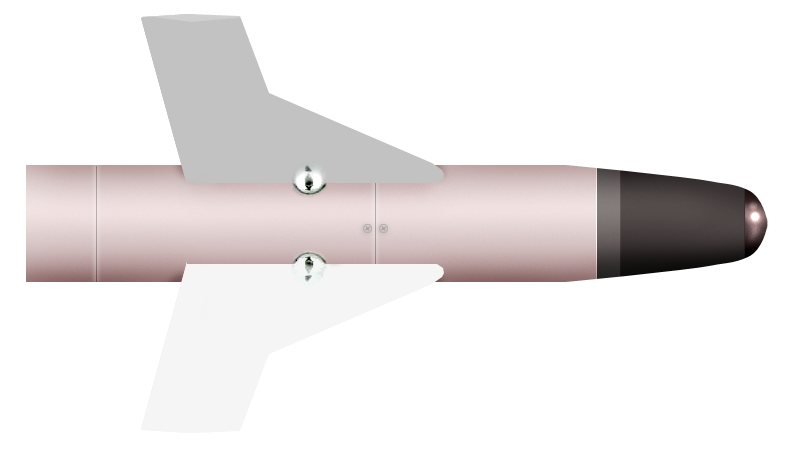
AIM-9P型彈頭

## AIM-9各型飛彈性能

### AIM-9B
- 全長：2.83m
- 直徑：12.7 cm
- 翼展：0.56m
- 全重：70 kg
- 射程：4.8 km
- 速度：m1.7
- 彈頭：4.5 kg

### AIM-9D
- 全長：2.87m
- 直徑：12.7 cm
- 翼展：0.63m
- 全重：88 kg
- 射程：18 km
- 速度：m2.5+
- 彈頭：11 kg（MK48彈頭）

### AIM-9E
- 全長：3.00m
- 直徑：12.7 cm
- 翼展：0.56m
- 全重：74 kg
- 射程：4.2 km
- 速度：m2.5+
- 彈頭：4.5 kg

### AIM-9J
- 全長：3.05m
- 直徑：12.7 cm
- 翼展：0.58m
- 全重：77 kg
- 射程：18 km
- 速度：m2.5+
- 彈頭：4.5 kg

### AIM-9M
- 全長：2.87m
- 直徑：12.7 cm
- 翼展：0.635m（前翼）、0.5664m（尾翼）
- 全重：86.2 kg
- 射程：18 km
- 速度：m2.5+
- 彈頭：9.4 kg

### AIM-9X
- 全長：3.02m
- 直徑：12.7 cm
- 翼展：0.4445m（前翼）、0.3531m（尾翼）
- 全重：83.5 kg
- 射程：26 km
- 速度：m2.5
- 彈頭：9.4 kg

## 后续发展

### 大尺寸助推器版本
1970年代，中国湖武器实验室的工程师尝试将一枚AIM-9的寻标头以及战斗部与AIM-7麻雀飞弹的助推段结合以获得更远的射程。

### 其他地面发射平台

#### MIM-72欉樹飛彈
榭樹飛彈系統（英語：MIM72 Chaparral），是一種自走式地對空飛彈系統，使用AIM-9響尾蛇飛彈，配套的發射載具由M113裝甲人員運輸車衍生而來。

#### AIM-9X NASAMS
2019年5月，挪威宣布将AIM-9X整合进挪威先进地对空导弹系统(NASAMS)并成功试射。

#### FrankenSAM
2022年末, 美国与乌克兰 启动FrankenSAM计划将AIM-9M整合至苏式防空系统内以扩大其防空能力。以应对俄罗斯入侵乌克兰所造成的防空弹药短缺以及性能不足问题。2023年10月24日，一名乌克兰高级官员称整合了AIM-9的FrankenSAM系统正式投入实战。

### 无人船平台
2025年1月，据乌克兰国防部情报总局局长布达诺夫表示, 乌克兰军方研发的MAGURA V5无人防空快艇其中一个挂载方案将使用AIM-9。

## 使用国

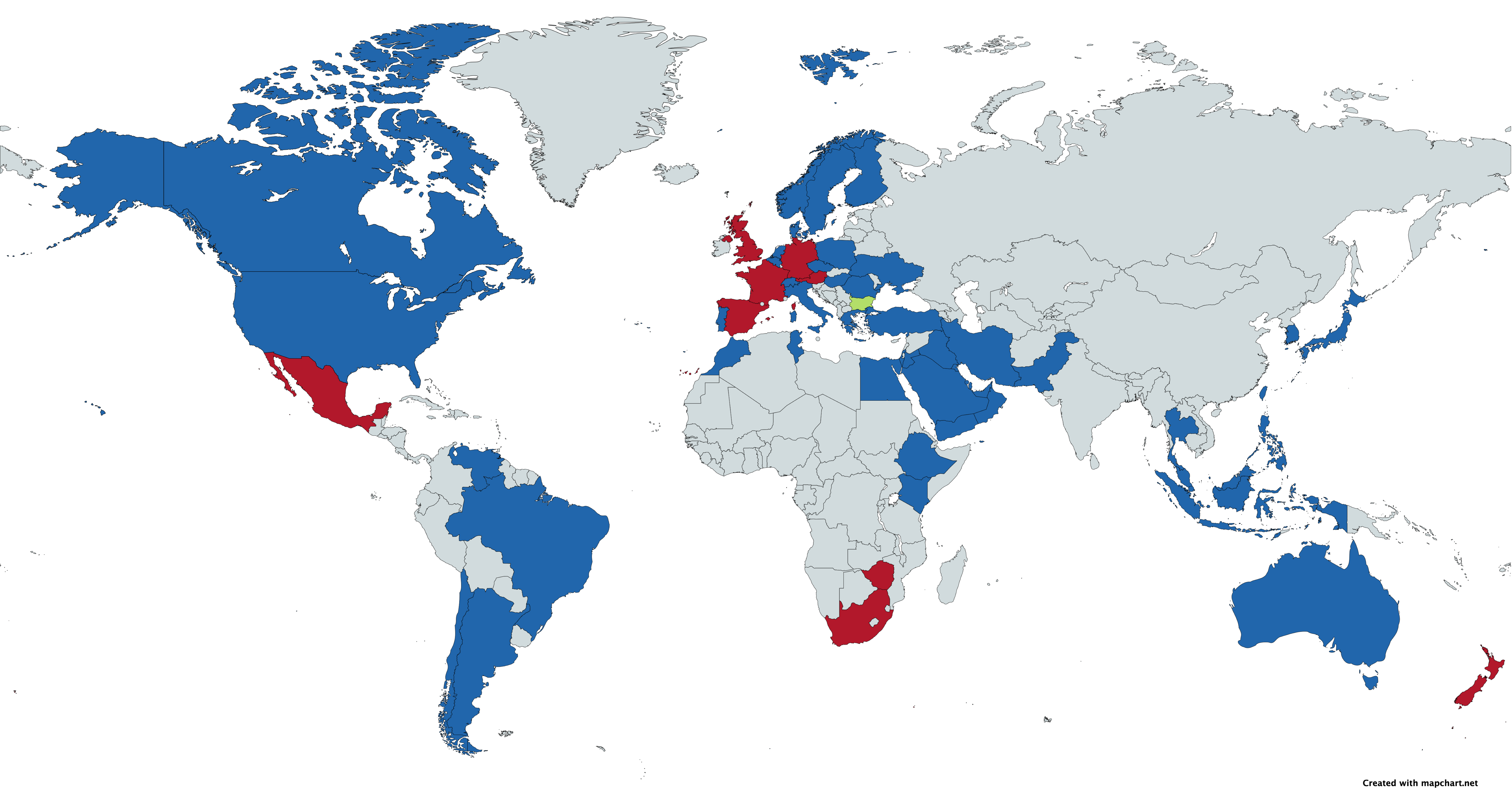
Operators of the AIM-9 Sidewinder
现役
退役
未来

### 当前使用国
- 阿根廷: AIM-9L/M[15]
- [16][17]
- 比利时[17]
- 巴林[18]
- 薩爾瓦多
- 加拿大
- 智利
- 捷克[19]
- 丹麦[17]
- 埃及[20]
- 衣索比亞
- 芬兰[17][21]
- 匈牙利
- 希腊[22]
- 德国: AIM-9L/I [23]
- 印度尼西亞[24]
- 伊朗[25]
- 伊拉克[26]
- 以色列[27]
- 義大利
- 日本[17]
- 约旦[20]
- 肯尼亚
- 科威特[17]
- 马来西亚[17]
- 墨西哥[28]
- 摩洛哥[29]

- 荷蘭[17]
- 挪威[17]
- 阿曼[17]
- 巴基斯坦[30]
- 菲律賓: AIM-9B/L[31]
- 波蘭[32]

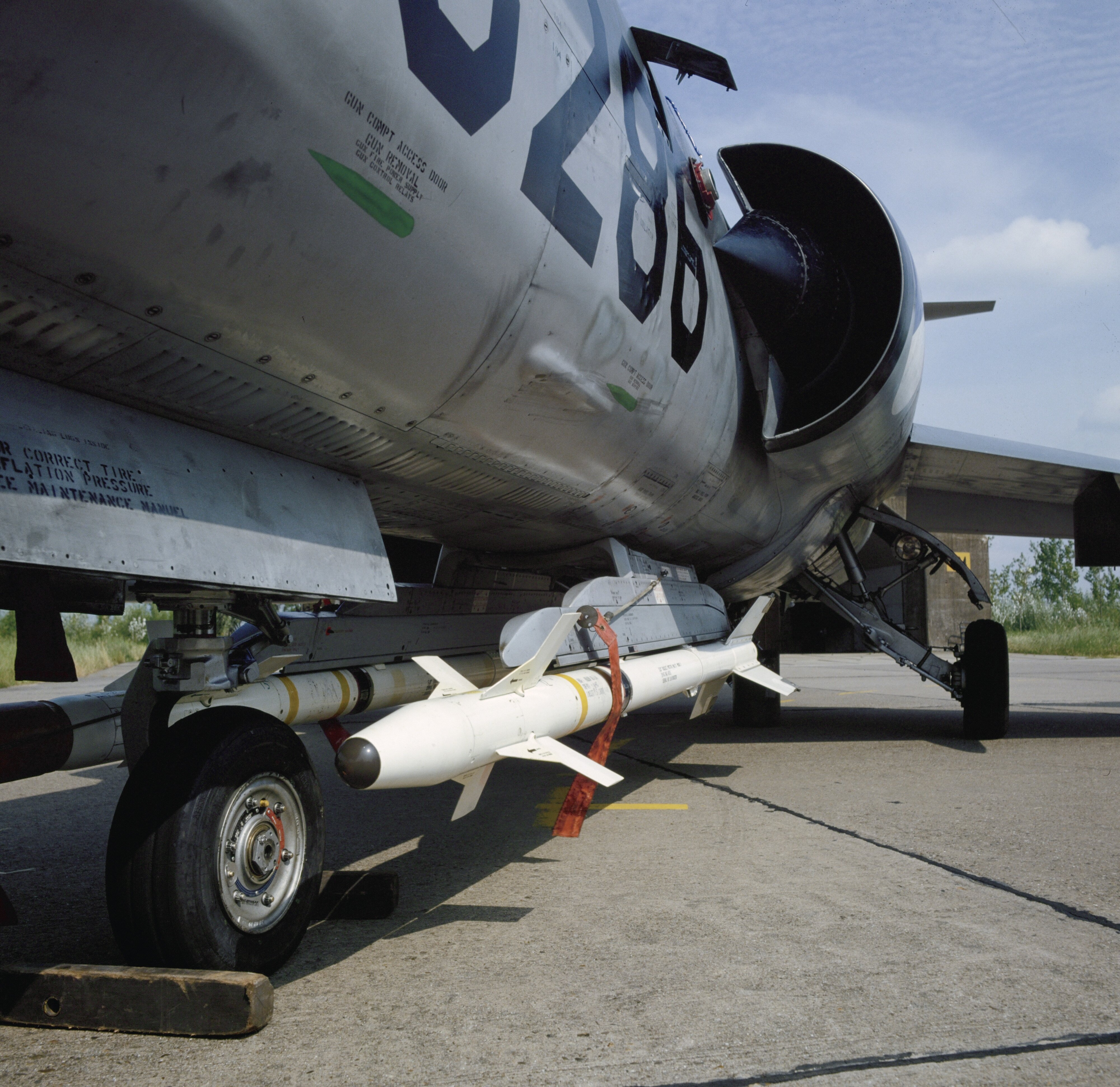
荷兰空军F-104G星战士的AIM-9J挂载

- 葡萄牙: AIM-9B/J/P/L/M/9X Block II[33][34]
- 羅馬尼亞[17]
- 沙烏地阿拉伯[17][35]
- 新加坡[17][36]
- [17]
- 中華民國[17]
- 瑞典[37]
- 瑞士[17]
- 泰國[38]
- 土耳其: 装备127枚AIM-9X-BII并额外采购401枚AIM-9X-BII.[17][39]
- 突尼西亞
- 美国[17]
- 阿联酋[17]
- 乌克兰:[40][41]2023年美国援助不明数量的AIM-9M，2024年援助不明数量的AIM-9X[42]
- 委內瑞拉[43]
- 葉門

### 前使用国
- 奥地利
- 巴西: AIM-9B,[44]AIM-9H[45]
- 法國[46]
- 新西兰
- 北也門[47]
- 南非[48]
- 越南共和国
- 西班牙[49]
- 英国
- 南斯拉夫
- 辛巴威

### 未来使用国
- 斯洛伐克: 斯洛伐克空军采购100枚AIM-9X以装备其F-16V Blk 70机队[50]
- 保加利亚:随F-16V Blk 70军购案采购AIM-9X Block II[51]
- 德国: AIM-9X [52]

## 流行文化
- 2022年8月25日—《明日戰記》（Warriors of Future）

## 備註
1. ↑  亞太防務雜誌第12期(2009-4)：台海戰史揭密－美國援台響尾蛇飛彈的「明星計畫」

## 外部連結
- F-16.net網站對AIM-9的介紹（英文）（页面存档备份，存于）
- 有關AIM-9各次型的資料（页面存档备份，存于）